# 英蘭戦争
英蘭戦争（えいらんせんそう、英: Anglo-Dutch Wars、蘭:Engels-Nederlandse oorlogen）は、17世紀後半の3次にわたるイングランドとネーデルラント連邦共和国（オランダ共和国）の戦争を言う。さらに、状況が変わった18世紀の戦争も同様に英蘭戦争と呼ばれている。また、イギリス・オランダ戦争とも呼ばれる。
17世紀始めには英蘭両国はカトリックのスペイン・ポルトガル勢力に対して協力関係にあったが、オランダ東インド会社の実力がイギリス東インド会社を上回り、1623年のアンボイナ事件を契機に、イングランドは東南アジアや東アジアから撤退せざるを得なくなった。香料貿易を独占したオランダにはアジアの富が流入し、イングランドでは反オランダ感情が高まった。
戦争は海戦が中心で双方とも相手方の本土に侵攻することはなく、いずれも中途半端な結果に終わった。イングランドは3次にわたってオランダと開戦し、オランダ経済に大打撃を与えたが、皮肉にも1688年の名誉革命により、かつて敵対したオランダ総督ウィレム3世をイングランド王ウィリアム3世として迎えることとなる。
18世紀に行われた第四次英蘭戦争により、オランダの国力は疲弊し、海上交易における優勢を失った。マクミラン国際地域研究センター所長を務めるスティヴン・パインクスのような多くの高名な歴史家達は、この戦争を17世紀の一連の戦争と原因が異なるので、一緒にしないほうが良いとしている。
歴史家によっては、イギリスとバタヴィア共和国の戦争、およびナポレオン時代のホラント王国との戦争を、それぞれ第五次、第六次英蘭戦争と呼んでいる。

## 第一次英蘭戦争
1651年に制定された航海条例をきっかけに、1652年から1654年にかけてオリバー・クロムウェルのイングランド共和国とネーデルラント連邦共和国（オランダ）の間で戦われた。イングランド艦隊は東インドなどからアジアの富を満載して帰国するオランダ船団をイギリス海峡で襲撃し、拿捕し始めた。このため当初はイギリス海峡の制海権が焦点となった。
当時オランダの造船能力は世界最高水準にあり、オランダ製の大型軍艦は既に輸出商品として確立されていたが、常設の大艦隊を保有しない方針であること、小型艦中心のオランダ艦隊は大型艦中心のスペイン艦隊に常に勝利し続けたこと、通商ルートの保護のためには小型艦の数をそろえた方が便利である等の理由により、ブルジョワ政治家たちは大型軍艦建造を承認しなかった。また、オランダの沿岸は水深が浅いため、喫水が深くなる大型艦が運用しづらいという事情もあった。
これに対してイングランド側はよく装備された大型軍艦を投入、単縦陣という戦術でオランダ海軍と拮抗した。ヨハン・デ・ウィットら一部の進歩的政治家や現場の海軍士官たちは大型艦の必要性に気づいていたが、対応は遅れた。1652年から1653年にかけてオランダのマールテン・トロンプ提督は、ロバート・ブレイク率いる優勢なイングランド海軍に対して奮戦したものの装備の差はどうすることもできず、ドーバーの海戦やプリマスの戦いやケンティッシュ・ノックの海戦ではイングランド側優勢であった。オランダはダンジュネスの海戦で勝利したものの、ポートランド沖海戦では敗れた。重傷を負ったブレイクと交代したジョージ・マンクがガッバードの海戦でオランダ海軍を破り、デン・ハーグ沖のスヘフェニンゲンの海戦でトロンプ提督が戦死してオランダはイギリス海峡の制海権を失った。オランダ船団はスコットランドの北を大きく迂回してオランダ本国に帰国しなければならなくなった。
イギリス海軍はオランダ諸港の封鎖を続け、貿易立国のオランダは大打撃を受けたといわれているが、実際のところ、大した損害は蒙っていない。イングランドの護国卿となっていたクロムウェルは、理想主義的なプロテスタント英蘭の対等な合邦論を唱えたが、1654年に和議に応じウェストミンスター条約が成立、戦争は終わった。

## 第二次英蘭戦争

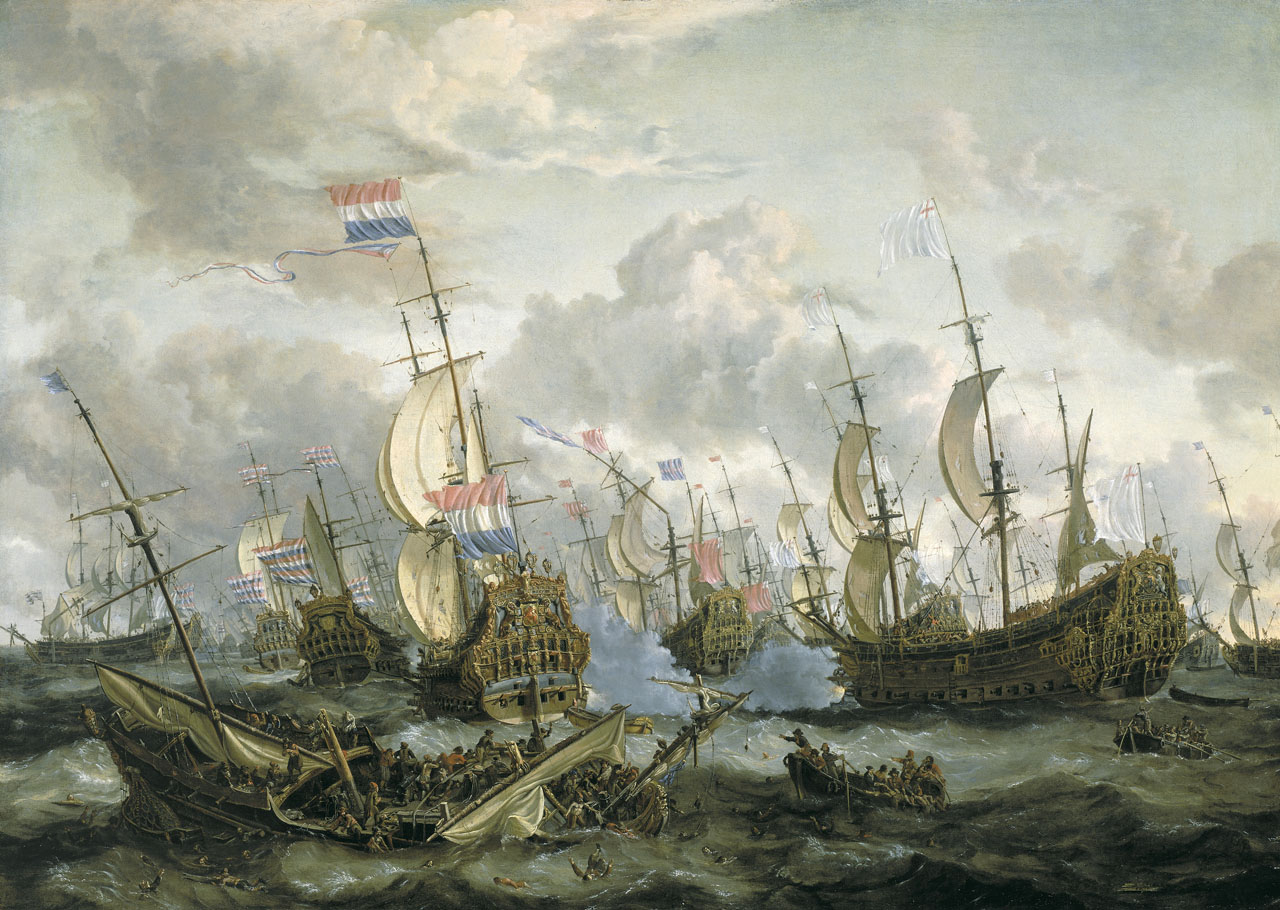
第2次英蘭戦争中の1666年6月11日から14日にかけて海戦が行われた（エイブラハム・ストーク画）

1665年から1667年にかけてチャールズ2世を戴く王政復古後のイングランド王国と、デ・ウィットの率いるオランダの間で展開された。イングランド軍が北アメリカにおけるオランダ植民地ニューアムステルダムを占領したことが発端となった。前回同様イングランド艦隊はオランダ商船の拿捕やオランダ諸港の封鎖を行おうとしたが、財政難で失敗した。
イングランド海軍はチャールズ2世の弟で海軍卿のヨーク公ジェームズ（後のジェームズ2世）と、ヨーク公の従兄のカンバーランド公ルパート、共和政でイングランド海軍の提督だったサンドウィッチ伯爵エドワード・モンタギューが指揮を執っていた。オランダは陸軍出身で政治的人事で登用されたオブダム提督が司令官として海軍を率いてイングランド海軍と戦うことになる。
1665年、ヨーク公率いるイングランド海軍はローストフトの海戦で勝利したものの、ここでオブダム提督が戦死し、アフリカから帰国したミヒール・デ・ロイテルがオランダ艦隊司令長官となり、戦況は芳しくなくなっていく。ヨーク公はチャールズ2世の後継者でもあるため、万が一の危険を恐れたチャールズ2世の命令で後方に回され、サンドウィッチが不正疑惑で左遷されると、第一次英蘭戦争で活躍したマンクが復帰してルパートと共に戦った。
1666年、フランスがオランダと同盟を結んで宣戦布告したことを知ったイングランドは、ルパート艦隊をフランス艦隊に差し向けたが、戦力を分散したままオランダ海軍に遭遇、マンクはオランダ海軍より少ない艦隊で交戦する羽目になった（4日海戦6月11日から14日（旧暦では6月1日から4日））。4日目にはルパートの艦隊が合流し、イングランド側が戦力的に優位に立ったが、それでもイングランド海軍は大損害を受けて敗北した。オランダ海軍の損害は僅かだったが、マンクは戦果を過大に報告した。
7月に起こった聖ジェイムズ日の海戦では、イングランド海軍は前回の反省からマンクとルパートが共同戦線を張りオランダ海軍と対決、一応は勝利を飾った。またもマンクは戦果を誇大に報告したが、実際の損害は英1隻、オランダ2隻で、双方ともごくわずかであった。余勢を駆った8月のオランダ沿岸襲撃（ホームズの焚火）も成功を収めたが、その翌月にはオランダ艦隊は再び海峡に進出しており、イングランド優勢とはならなかった。しかし、オランダ側はゼーラント海軍司令部の名将ヨハン・エベルトセンを始めとする5人の将官が戦死する痛手を受けた上に、命令無視をとがめられたコルネリス・トロンプ(マールテン・トロンプの息子)が解任された。
この後、オランダ側はイングランドの同盟国であるドイツの小諸邦からの陸軍の侵入や、艦隊司令官デ・ロイテルの病気療養などもあって、海上において積極的な行動は取らなかった。
この戦争が始まるとイングランドではペストが流行したり、ロンドン大火が起こったりして財政難に陥り厭戦気分が漂った。翌1667年、和平を考えていたデ・ウィットはロイテルと兄コルネリス・デ・ウィットを乗せたオランダ艦隊をテムズ川に侵入させてチャタム周辺に停泊中の軍艦を焼き討ちにし、イングランド艦隊総旗艦ロイヤル・チャールズを含めた数隻を捕獲した（メドウェイ川襲撃）。
イングランドは決定的敗北を遂げたのだが、フランス軍の南ネーデルラント（現在のベルギー・ルクセンブルク）侵攻（ネーデルラント継承戦争）に対処するため、オランダ側がイングランドと協力する方針に転換した。そのため1667年7月31日、講和の条件をかなり譲歩したブレダの和約が結ばれ、戦争は終結した（フランスとも和睦）。オランダはこの和約でニューアムステルダム（現在のニューヨーク）を含む北米植民地ニューネーデルラント（現在のニューヨーク州。毛皮貿易の中心地）をイングランドに割譲したが、バンダ諸島のラン島（香辛料貿易の中心地）などをオランダが占領し、南アメリカのギアナ地方の一部は、そのままオランダ領ギアナ（現在のスリナム）となった。

## 第三次英蘭戦争
当初フランスの侵略意図が明らかになると、デ・ウィットは1668年に英瑞蘭の間で三国同盟を結び、これを脅威と見たフランスはアーヘンの和約でネーデルラント継承戦争を終わらせた。しかしルイ14世はオランダの妨害を根に持つと、絶世の美女ルイーズ・ケルアイユを与えてチャールズ2世を籠絡し、イングランドを味方につけた。チャールズ2世はフランスのルイ14世とドーヴァーの密約を締結。密約が発覚して三国同盟が破綻すると、1672年には仏瑞同盟が締結された。
1672年、フランス軍はオランダに侵攻して国土の大部分を占領したが、オランダ側は堤防を決壊させて洪水線でオランダを水浸しにし、何とかフランス軍によるアムステルダム占領を防いだ。危機に瀕した国内ではオラニエ＝ナッサウ家の統領（総督）職復帰を望む声が強まり、若いオラニエ公ウィレム3世（後のウィリアム3世）が軍最高司令官、次いで統領に就任した。その後で発生した暴動によりデ・ウィット兄弟は民衆に惨殺された。ウィレム3世はオーストリア、スペインと同盟を結んでフランスを包囲し、フランス軍を撤退させている。
チャールズ2世は1672年から1674年にかけて、フランスの始めた仏蘭戦争に予定通り協力する局地戦の形で第三次英蘭戦争を開始した。戦争初期の1672年にイングランドはヨーク公・サンドウィッチが艦隊を指揮、フランスとの連合大艦隊を組織してオランダ上陸作戦の準備を開始したが、停泊中にロイテルに奇襲され、大損害を受けて72年中のオランダ上陸作戦は実行不可能となった（ソールベイの海戦）。サンドウィッチは戦死、ヨーク公は政争の煽りを受けて辞任してルパートが艦隊の指揮を受け継いだ。1673年にルパートはスホーネヴェルトの海戦、テセル島の海戦でオランダ海軍に挑んだが、いずれもロイテル艦隊に敗北したためオランダ侵攻は不可能になり、フランスとの連携が出来なくなった。
一方、イングランド議会では、オランダがフランスの手に落ちればイングランドはフランス重商主義によって経済的に屈服させられると言う声が高まり、チャールズ2世に親仏路線撤回を求めるようになった。このため、1674年にチャールズ2世はウェストミンスター条約でオランダと和睦、1677年には姪でヨーク公の娘メアリー（後のメアリー2世）をウィレム3世に嫁がせて同盟を結び、国内の不満の沈静化に努めることになった。

## 第四次英蘭戦争
この戦争は1780年に始まり、1784年に終わった。
1688年の名誉革命は、ウィリアム3世をメアリー2世と共に共同統治者に据えることで両国の問題に終止符をうった。しかし、オランダの大商人達はロンドンを新たな貿易拠点として使用するようになり、オランダの経済成長は緩慢になってきた。また、ウィリアム3世がいかなる英蘭艦隊もみなイギリスの指示に従い、オランダ海軍がイギリス海軍の60パーセントに抑えることにしたため、1720年頃よりオランダ経済は発展しなくなってきた。
1780年頃には、イギリス王国の総生産量は、オランダ共和国のそれを上回るようになった。17世紀のオランダの商業上の成功はイギリスの競争をあおったが、18世紀後半におけるイギリスの成長は、オランダの憤りに火をつけた。オランダがアメリカ独立戦争でアメリカを援助し始めた時に第四次英蘭戦争が勃発し、イギリスとの同盟の喪失はフランスからの侵攻を促すことに繋がった。これは、政権の交代を意味した。
オランダ海軍は以前と違い20隻程度の船しか保有しておらず、艦隊はなかった。イギリスはプロイセンの軍事圧力があることを理由に、共和国をイギリスの保護国化することにつとめており、オランダの持つ植民地までも影響下にいれようとしていた。それでもオランダは、ケープ・コロニー、セイロン島やマラッカのようなアジアとヨーロッパをつなぐ交易の上での重要拠点を保持していた。戦争が始まると、オランダは18世紀の最後の25年間に、95隻の戦艦を建造したが、イギリスはそれに倍する艦隊を保有しており、数的優勢を維持していた。

## その後の戦争
1793年から1815年までのフランス革命からナポレオン戦争の時期、フランス帝国はネーデルラント連邦共和国（オランダ共和国）を衛星国化し（バタヴィア共和国、ホラント王国）、1810年には併合した。1797年のキャンパーダウンの海戦でオランダ艦隊はイギリスに破れた。フランスは、オランダ艦隊の存在と、大きな造船能力の両方が非常に重要な資産であると考えていたが、トラファルガーの海戦の後、オランダ・ロビーの強力な後押しにもかかわらず、イギリスに対抗する努力を諦めた。イギリスは、オランダの植民地の大部分を取得した。
1815年のウィーン会議においてネーデルラント連合王国（1815年 - 1839年）が設置される。1824年にイギリスとオランダの間で英蘭協約が結ばれたときに、オランダが保有する海外領土は、オランダ領東インド（現インドネシア）、オランダ領ギアナ（現スリナム。西側にイギリス領ギアナが出来て縮小した）と、商館である日本の出島だけとなった。一方、イギリスが海峡植民地（現マレーシア、シンガポール）を形成することに成功すると、オランダ以上の海軍力によって東アジアの軍事バランスが崩れ、1840年のアヘン戦争で清朝中国へ進出して三角貿易を開始した。欧州列強の東方問題やグレートゲームがアジアを席巻するきっかけになった。